# NLE Choppa
NLE Choppa, pseudonimo di Bryson Lashaun Potts (Memphis, 1º novembre 2002), è un rapper e cantautore statunitense, noto soprattutto per il suo singolo Shotta Flow del 2019, doppio platino negli Stati Uniti d'America.

## Biografia
È cresciuto a Memphis, Tennessee, frequentando la Cordova High School e giocando a basket. Ha iniziato a fare freestyle con gli amici a 14 anni ed a fare musica a 15 anni. È di origine giamaicana.
Ha pubblicato la sua prima canzone, No Love Anthem, nel febbraio 2018 con il nome di YNR Choppa. Il 22 luglio ha pubblicato il suo mixtape di debutto, No Love the Takeover. A dicembre, è apparso in No Chorus Pt. 3, una canzone in stile cifrario del suo collettivo Shotta Fam. Il suo verso di apertura e le sue mosse di danza nel video musicale di accompagnamento lo hanno distinto dal gruppo, guadagnandosi seguito online.
Il video musicale ricevette 20 milioni di visualizzazioni in due mesi. In questo periodo fu riferito che Choppa aveva scatenato una guerra di offerte tra una manciata di case discografiche di alto livello, con offerte che raggiungevano i 3 milioni di dollari. Ha rifiutato queste offerte, tuttavia, per firmare invece con la società di distribuzione indipendente, UnitedMasters, mantenendo le sue registrazioni e pubblicazioni master.
A marzo, pubblicò un nuovo singolo chiamato Capo, con il debutto del video musicale su WorldStarHipHop. Sempre a marzo, è apparso nella canzone Dreams di Birdman e Juvenile. Il mese successivo, NLE pubblicò un altro singolo chiamato Birdboy, prodotto da SGULL. Il 26 aprile ha pubblicato Narco Choppa, un progetto di collaborazione con il rapper Icy Narco. A maggio, Choppa pubblicò un nuovo singolo, Blocc Is Hot, prodotto da ATL Jacob. Nel singolo rende omaggio al suo rapper d'infanzia preferito, Lil Wayne. Pochi giorni dopo, ha fatto il suo debutto al festival musicale Beale Street Music Festival di Memphis.
Il 14 giugno 2019, ha pubblicato il singolo Free Youngboy, prodotto da CashMoneyAP. Il video musicale ha raggiunto 15 milioni di visualizzazioni su YouTube. Il titolo di questa canzone è un riferimento a NBA YoungBoy, arrestato per le riprese e perché ha violato la sua libertà condizionale. Questa canzone è stata la prima uscita della sua etichetta No Love Entertainment (NLE), lanciata in collaborazione con la Warner Records. Secondo la rivista Billboard, No Love Entertainment è in programma di pubblicare nuova musica non specificata da NLE Choppa, sebbene non siano stati forniti dettagli.
Il 7 agosto 2020 pubblica il suo album in studio di debutto, Top Shotta. Inizialmente pianificato per inizio 2020, il disco è stato anticipato dai singoli Shotta Flow 5 e Narrow Road, realizzato in collaborazione con Lil Baby.inoltre ha pubblicato recentemente un nuovo singolo chiamato In the UK che ha subito iniziato a scalare le classifiche con più di 5 milioni di ascolti

## Vita privata
Durante un periodo non specificato, NLE Choppa ha prestato servizio in un centro di detenzione minorile, per aver commesso 2 omicidi e possesso di arma da fuoco, ma l'artista ha detto che il suo tempo nel centro di detenzione lo ha motivato a cambiare la sua vita. In un episodio della sua serie YouTube The Rise of NLE Choppa, ha affermato che essere giovane lo ha aiutato molto.

### Controversie
Il 29 marzo 2021, Choppa è stato arrestato con l'accusa di furto con scasso, possesso di Xanax, marijuana e di arma da fuoco. È stato rilasciato pochi giorni dopo in seguito al pagamento della sua cauzione.

## Discografia

### Album in studio
- 2020 – Top Shotta
- 2023 – Cottonwood 2

### EP
- 2019 – Cottonwood

### Mixtape
- 2018 – No Love: the Takeover (come YNR Choppa)
- 2019 – Narco Choppa (con Icy Narco)
- 2020 – From Dark to Light
- 2022 – Me vs. Me
- 2024 – The Chosen Ones (con DJ Booker)
- 2024 – Shotta Flow Series
- 2024 – Slut Szn

### Singoli
- 2018 – Feeling My Drip
- 2018 – Redrum
- 2018 – Drip Creator
- 2018 – Cursed Vibes
- 2019 – Shotta Flow
- 2019 – Shotta Flow 2
- 2019 – Capo
- 2019 – Birdboy
- 2019 – Blocc Is Hot
- 2019 – ChopBloc (con BlocBoy JB)
- 2019 – Stick by My Side (con Clever)
- 2019 – Shotta Flow (Remix) (con Blueface)
- 2019 – Free Youngboy
- 2019 – Shotta Flow 3
- 2019 – Nolove Anthem
- 2019 – Drip
- 2019 – Uppin the Score
- 2019 – Camelot
- 2019 – ChopBloc, Pt. 3 (con BlocBoy JB)
- 2019 – Forever
- 2019 – Dekario (Pain)
- 2019 – Famous Hoes
- 2019 – Side
- 2020 – Exotic
- 2020 – Go Stupid (con Polo G e Stunna 4 Vegas feat. Mike Will Made It)
- 2020 – 100 Shots
- 2020 – Walk Em Down (feat. Roddy Ricch)
- 2020 – Shotta Flow 5
- 2020 – Ruff Rydas
- 2020 – Narrow Road (feat. Lil Baby)
- 2020 – Make Em Say (feat. Mulatto)
- 2020 – Bryson
- 2020 – Jiggin
- 2020 – Protect
- 2021 – Final Warning
- 2021 – Letter to My Daughter
- 2021 – Mmm Hmm
- 2021 – Jumpin (feat. Polo G)
- 2021 – Y.I.B.
- 2021 – Drop Shit
- 2022 – Too Hot (feat. Moneybagg Yo)
- 2022 – Shotta Flow 6
- 2022 – The Gender Reveal Song
- 2022 – Yak Flow
- 2022 – Slut Me Out
- 2022 – Set Up Story Part 1
- 2022 – Apart from You
- 2022 – No Love (con 4tm Drako)
- 2022 – In The UK
- 2022 – Little Miss
- 2022 – MEM (feat. DJ Booker)
- 2022 – Do It Again (feat. 2Rare)
- 2022 – Ice Spice
- 2022 – I Like
- 2023 – 23
- 2023 – Champions
- 2023 – Mo Up Front
- 2023 – Ain't Gonna Answer (feat. Lil Wayne)
- 2023 – Angel Pt.1 (con Kodak Black e Jimin feat. Jvke e Muni Long)
- 2023 – It's Getting Hot
- 2023 – Shotta Flow 7
- 2023 – Pistol Paccin (feat. BigXthaPlug)
- 2023 – Clyde & Dodo (feat. Gino2x)
- 2024 – Auntie Living Room
- 2024 – Big Homie (con DJ Booker)
- 2024 – Smokin On Them
- 2024 – City Lights
- 2024 – Slut Me Out 2
- 2024 – Stickin And Movin
- 2024 – Catalina (feat. Yaisel LM)
- 2024 – Muhammad Ali (con Diljit Dosanjh)
- 2024 – Dumptrack 2.0 (con Kinfolk Thugs)
- 2024 – Or What (feat. 41)
- 2024 – Slut Me Out 3 (con Whethan feat. Carey Washington)
- 2024 – Gang Baby
- 2025 – Dare U (con gli Imagine Dragons)

### Collaborazioni
- 2019 – Dreams (Birdman & Juvenile feat. NLE Choppa)
- 2019 – Hit the Scene (White Sosa feat. NLE Choppa)
- 2019 – Beef (9lokkNine feat. Murda Beatz & NLE Choppa)
- 2019 – Get like Me (Bhad Bhabie feat. NLE Choppa)
- 2019 – Zombie (Kodak Black feat. NLE Choppa & DB Omerta)
- 2019 – Hit Yo Dance (Rubi Rose feat. NLE Choppa & Yella Beezy)
- 2020 – Holy Moly (Blueface feat. NLE Choppa)
- 2020 – Grim Reapa Flow (30 Deep Grimeyy feat. NLE Choppa)
- 2020 – Tour (Blueface feat. Asian Doll, Glokk 9, NLE Choppa, Sada Baby & Kiddo Curry)
- 2020 – Memphis, Pt. 2 (AG Club feat. NLE Choppa & A$AP Ferg)
- 2020 – Turn Me Up (Kingg Bucc feat. NLE Choppa)
- 2020 – 6locc 6a6y (Lil Loaded feat. NLE Choppa)
- 2020 – Load It Up (Juicy J feat. NLE Choppa)
- 2021 – Part of the Game (50 Cent feat. NLE Choppa e Rileyy Lanez)
- 2021 – Citi Trends (YNW BSlime feat. NLE Choppa)
- 2022 – On Right (Unghetto Mathieu feat. NLE Choppa)
- 2022 – Diamonds (Rarri feat. NLE Choppa)
- 2022 – Faithful (Macklemore feat. NLE Choppa)
- 2022 – 9 Lives (DDG feat. Polo G e NLE Choppa)
- 2023 – We on Em (Rondodasosa feat. NLE Choppa)
- 2023 – Triple A (Jubël feat. NLE Choppa)
- 2023 – Bonjour (Gambi feat. NLE Choppa)
- 2024 – Blick (Remix) (ScarLip feat. NLE Choppa)
- 2024 – Let's Go (Shiva feat. Paky e NLE Choppa)